# Syrische Profiliga 2022/23
Die Syrische Profiliga 2022/23, auch bekannt als Syrian Premier League, war die 51. Spielzeit der höchsten syrischen Fußballliga seit ihrer Gründung im Jahr 1966. Ausgetragen wurde die Liga vom syrischen Fußballverband. An der Liga nahmen zum Saisonstart zwölf Mannschaften teil. Während der Saison zog sich al-Jazeera aus dem Spielbetrieb zurück. Die Saison begann am 9. September 2022 und endete am 31. Mai 2023. Titelverteidiger war Tischrin.

## Modus
Die Vereine spielten ein Doppelrundenturnier aus, womit sich insgesamt 20 Spiele, da sich al-Jazeera Hasakah aus der Liga zurückzog, pro Mannschaft ergaben. Die Tabelle wurde nach den folgenden Kriterien bestimmt:
1. Anzahl der erzielten Punkte
2. Anzahl der erzielten Punkte im direkten Vergleich
3. Tordifferenz im direkten Vergleich
4. Anzahl Tore im direkten Vergleich
5. Tordifferenz aus allen Spielen
6. Anzahl Tore in allen Spielen

## Teilnehmende Mannschaften
| Mannschaft           | Standort    | Stadion                       | Kapazität |
| -------------------- | ----------- | ----------------------------- | --------- |
| al-Futowa            | Deir ez-Zor | Deir ez-Zor Municipal Stadium | 13.000    |
| Hutteen SC           | Latakia     | Al-Assad Stadium              | 28.000    |
| al-Ittihad           | Aleppo      | Al-Hamadaniah Stadium         | 15.000    |
| Jableh Sporting Club | Dschabla    | Al-Baath Stadium              | 10.000    |
| al-Dschaisch         | Damaskus    | Al-Fayhaa Stadium             | 15.000    |
| Al-Jazeera SC        | al-Hasaka   | Bassel al-Assad Stadium       | 25.000    |
| al-Karama            | Homs        | Chālid-ibn-al-Walīd-Stadion   | 32.000    |
| al-Madschd           | Damaskus    | Al-Jalaa Stadium              | 10.000    |
| at-Tali'a            | Hama        | Hama Municipal Stadium        | 22.000    |
| Tischrin             | Latakia     | Al-Assad Stadium              | 28.000    |
| al-Wahda             | Damaskus    | Al-Jalaa Stadium              | 10.000    |
| Al-Wathba SC         | Homs        | Chālid-ibn-al-Walīd-Stadion   | 32.000    |

## Abschlusstabelle
Stand: Saisonende 2022/23
| Pl. | Verein               | Sp. | S  | U  | N  | Tore    | Diff. | Punkte |
| --- | -------------------- | --- | -- | -- | -- | ------- | ----- | ------ |
| 1.  | al-Futowa            | 20  | 13 | 4  | 3  | 031:130 | +18   | 43     |
| 2.  | al-Ittihad           | 20  | 12 | 6  | 2  | 021:900 | +12   | 42     |
| 3.  | Jableh Sporting Club | 20  | 9  | 8  | 3  | 031:160 | +15   | 35     |
| 4.  | Tischrin (M)         | 20  | 8  | 9  | 3  | 014:800 | +6    | 33     |
| 5.  | al-Wathba SC         | 20  | 8  | 7  | 5  | 023:150 | +8    | 31     |
| 6.  | al-Dschaisch         | 20  | 7  | 8  | 5  | 026:180 | +8    | 29     |
| 7.  | al-Karama            | 20  | 4  | 8  | 8  | 013:190 | −6    | 20     |
| 8.  | al-Wahda             | 20  | 3  | 7  | 10 | 012:230 | −11   | 16     |
| 9.  | at-Tali'a            | 20  | 1  | 12 | 7  | 011:210 | −10   | 15     |
| 10. | Hutteen SC           | 20  | 2  | 8  | 10 | 013:310 | −18   | 14     |
| 11. | al-Madschd (N)       | 20  | 3  | 3  | 14 | 018:400 | −22   | 12     |
| 12. | Al-Jazeera SC1 (N)   | 0   | 0  | 0  | 0  | 000:000 | ±0    | 0      |

1 Während der Saison zog sich Al-Jazeera SC aus dem Spielbetrieb zurück.
| Zum Saisonende 2022/23:                                                         |
| Syrischer Meister und Qualifikation zum AFC Cup Abstieg in die 2. Syrische Liga |

| Zum Saisonende 2021/22: |                                          |
| (M)                     | Amtierender Meister: Tischrin            |
| (N)                     | Aufsteiger: al-Madschd und Al-Jazeera SC |

## Torschützenliste
Stand: Saisonende 2022/23
| Platz | Spieler                | Mannschaft           | Tore |
| ----- | ---------------------- | -------------------- | ---- |
| 1.    | Mahmoud Al-Baher       | Jableh Sporting Club | 14   |
| 2.    | Alaa Al-Dali           | al-Futowa            | 13   |
| 3.    | Mohammed Al-Waked      | al-Dschaisch         | 12   |
| 4.    | Ali Ghossen            | Hutteen SC           | 8    |
| 5.    | Muhammad Qlfat         | Al-Wathba SC         | 7    |
| 6.    | Samer Khankan          | al-Madschd           | 5    |
| 6.    | Sultan Sultan          | Jableh Sporting Club | 5    |
| 8.    | Okiki Afolabi          | al-Ittihad           | 4    |
| 8.    | Wael Al-Rifai          | Al-Wathba SC         | 4    |
| 8.    | Oday Al Jafal          | al-Futowa            | 4    |
| 8.    | Papa Sall              | al-Ittihad           | 4    |
| 8.    | Mohammad Adham Sharefa | al-Dschaisch         | 4    |